# Pakt Bezpieczeństwa Pacyfiku
Pakt Bezpieczeństwa Pacyfiku (ANZUS, ang. Pacific Security Treaty) – sojusz polityczno-wojskowy powołany 1 września 1951 w San Francisco, nazywany często ANZUS od pierwszych liter nazw państw-sygnatariuszy Australii (Australia), Nowej Zelandii (New Zealand) i Stanów Zjednoczonych (United States). Spisany w języku angielskim. Wszedł w życie 29 kwietnia 1952 r. z chwilą złożenia dokumentów ratyfikacyjnych, zarejestrowany przez Sekretariat ONZ 22 maja 1952 r. Depozytariuszem zgodnie z art. 11 jest rząd Australii.

## Historia

Prezydent USA George W. Bush i premier Australii John Howard w czasie obchodów 50. rocznicy powstania traktatu

Powstanie traktatu wiąże się z amerykańską polityką tworzenia antykomunistycznych bloków militarnych i stanowiło odpowiednik NATO w tym rejonie świata. Jego podstawowym celem było stworzenie wzajemnych gwarancji bezpieczeństwa dla krajów członkowskich i zapewnienie bezpieczeństwa w rejonie Oceanu Spokojnego. Gwarantuje on wzajemną pomoc w razie zbrojnego ataku na któregokolwiek z sygnatariuszy. Ten sojusz zawarto po załamaniu się wysiłków Stanów Zjednoczonych Ameryki, mających na celu stworzenie większej organizacji, która miałaby obejmować państwa regionu Azji Południowo-Wschodniej i Oceanu Spokojnego.
ANZUS w wymiarze prawno-traktatowym jest umową sojuszniczą. W wymiarze wojskowym ANZUS jest sojuszem trójstronnym, w którym każde z 3 państw ma zawarte osobne umowy o współpracy wojskowej:
- USA – Australia
- Australia – Nowa Zelandia
- USA – Nowa Zelandia (do 1987)

Po powstaniu w 1954 roku SEATO oba sojusze nawiązały współpracę.
Na mocy postanowień statutu ANZUS wojska australijskie i nowozelandzkie brały udział w wojnie wietnamskiej w latach 1964–1973.
W roku 1987 USA ogłosiły, że traktat przestał obowiązywać w ich stosunkach z Nową Zelandią po tym, jak ogłosiła się ona strefą bezatomową (por. traktat z Rarotonga). Australia wciąż uznaje Nową Zelandię za pełnoprawnego członka.